# Acrolophus seculatus
Acrolophus seculatus är en fjärilsart som beskrevs av Hasbrouck 1964. Acrolophus seculatus ingår i släktet Acrolophus och familjen Acrolophidae. Inga underarter finns listade i Catalogue of Life.